# Box-Death Hollow Wilderness
Box-Death Hollow Wilderness est une wilderness area de 104 km² située dans le centre-sud de l'Utah, aux États-Unis, dans la forêt nationale de Dixie. Des murs vert-gris-orange de grès Navajo se dressent au-dessus de deux affluents de canyons de la rivière Escalante à Box-Death Hollow. Le nom Death Hollow fait référence à un certain nombre de têtes de bétail qui ont plongé à leur mort en essayant de traverser le canyon escarpé. 

## Description
Courant du nord au sud à travers une monocline à forte inclinaison, Pine Creek forme le canyon-boîte (un canyon accessible uniquement à l'extrémité inférieure) connu à juste titre sous le nom de "The Box". Death Hollow Creek, à l'est de The Box, s'est frayé un chemin à travers une monocline à faible inclinaison. Les eaux déchaînées inondent souvent ces rétrécissements du canyon après une pluie. Le pin à pignons et le genévrier couvrent de nombreux plateaux au-dessus des canyons. La truite brune et arc-en-ciel est abondante dans le ruisseau Pine et dans certaines parties du ruisseau Sand. Le long des rives du ruisseau, on peut voir des cerfs mulets, un puma occasionnel ou même des wapitis en hiver. Trois espèces d'oiseaux répertoriées par la Division des ressources fauniques de l'Utah comme «sensibles» peuvent être trouvées dans la nature - le pic de Lewis, le merle bleu de l'Ouest et le merle bleu des montagnes. Neuf kilomètres de sentier parcourent la distance de «la boîte», tandis que la randonnée dans le reste de cette nature sauvage nécessite de suivre des itinéraires non désignés. 
La plus vaste zone naturelle exceptionnelle de Phipps-Death Hollow, une zone d'étude en milieu sauvage du Bureau of Land Management, est adjacente à la nature sauvage au sud. Phipps-Death Hollow fait partie du Grand Staircase – Escalante National Monument. 

## Controverse
Le Box-Death Hollow Wilderness est brièvement devenu le centre d'une controverse lors du débat sur la Utah Wilderness Act de 1984 en raison d'une entreprise qui était intéressée à forer des puits d'exploration pour le dioxyde de carbone. Les sites des puits de crête et les routes qui y mènent étaient situés du côté nord de la frontière imposée par la loi, mais le projet n'a jamais été mis en production. 

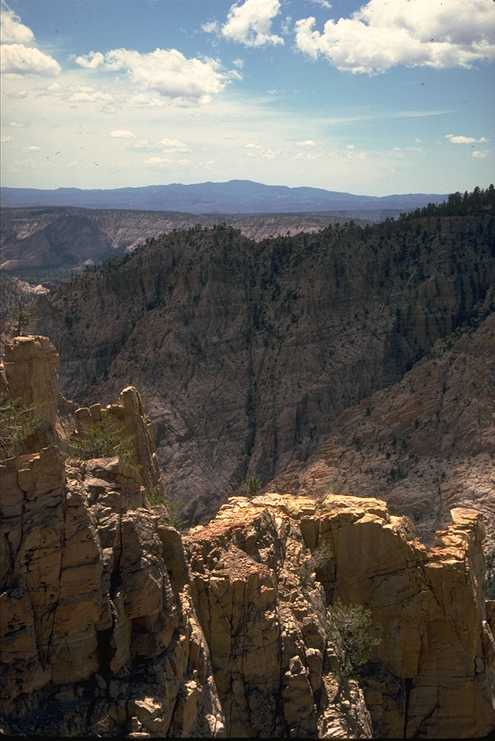
Death Hollow
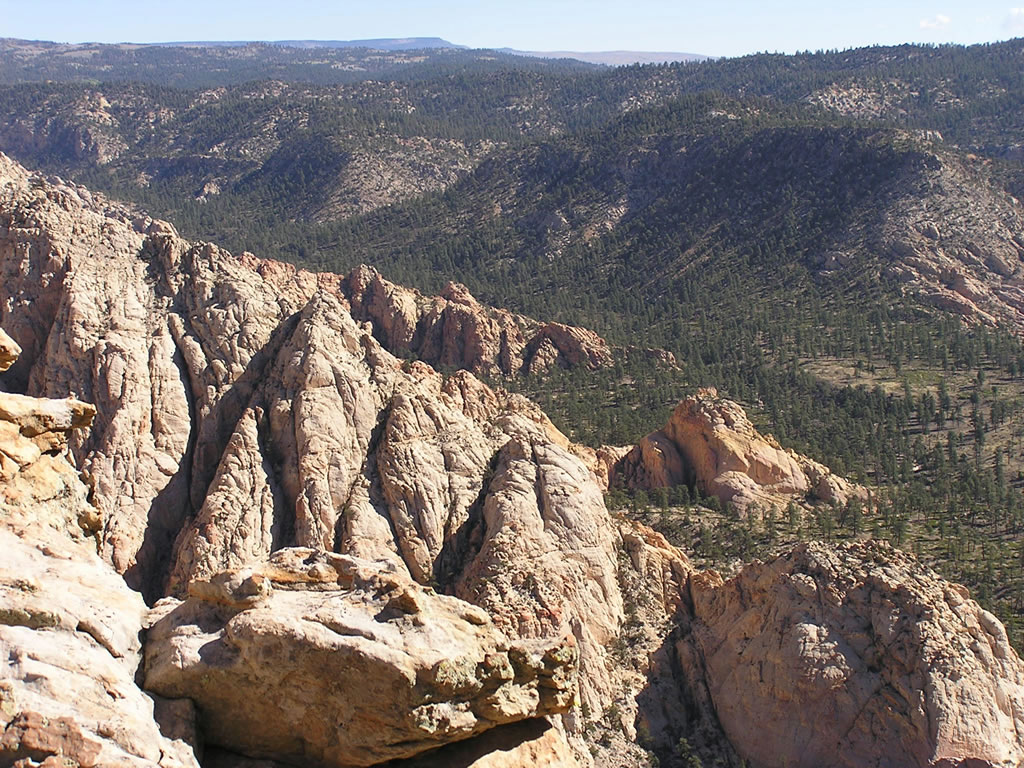
Box-Death Hollow Wilderness
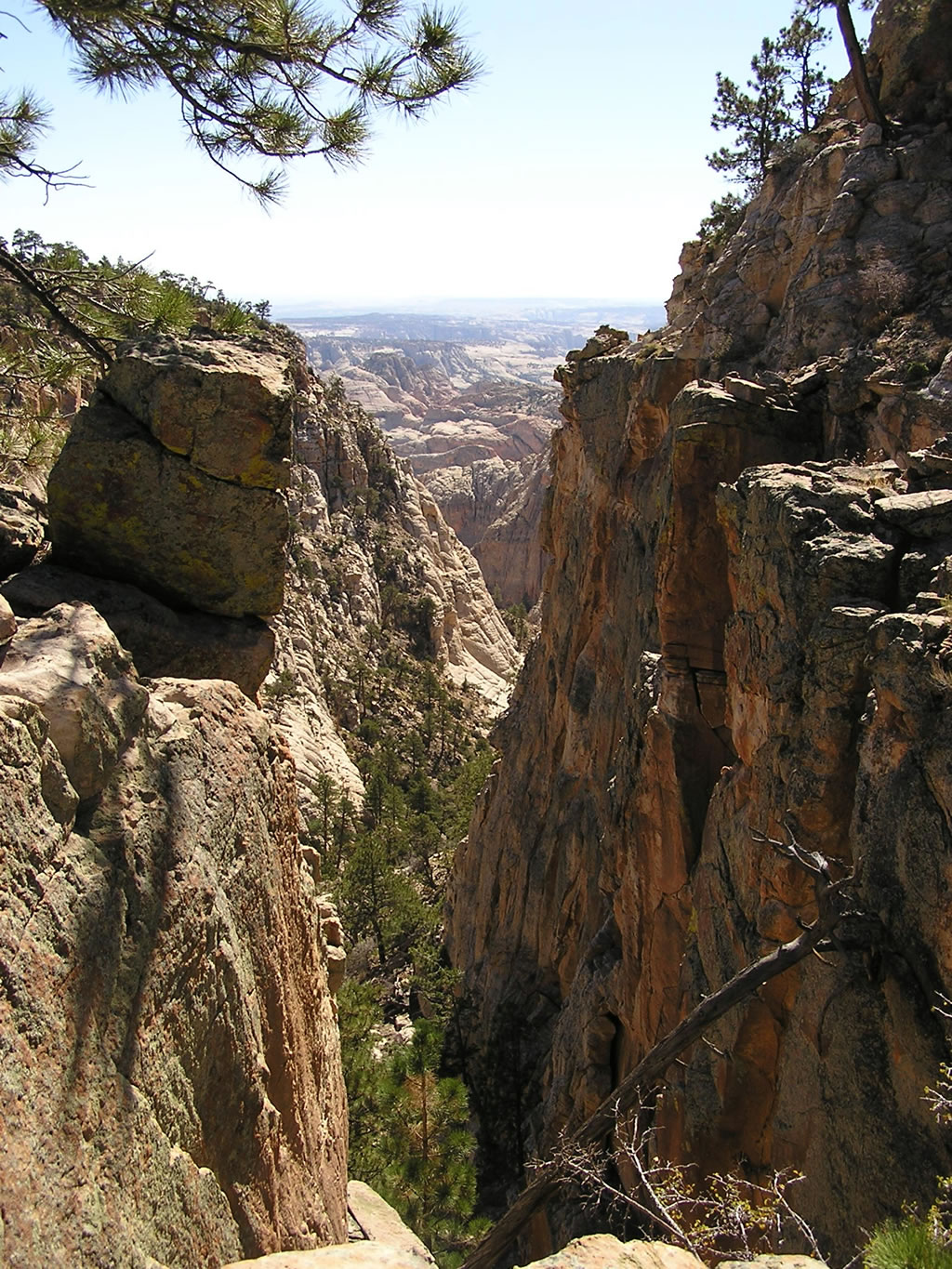
Death Hollow

## Voir également
- Forêt nationale de Dixie
- Région sauvage
- Système national de préservation de la nature
- Liste des zones de nature sauvage des États-Unis
- Loi sur la nature sauvage